# 葛西用水路

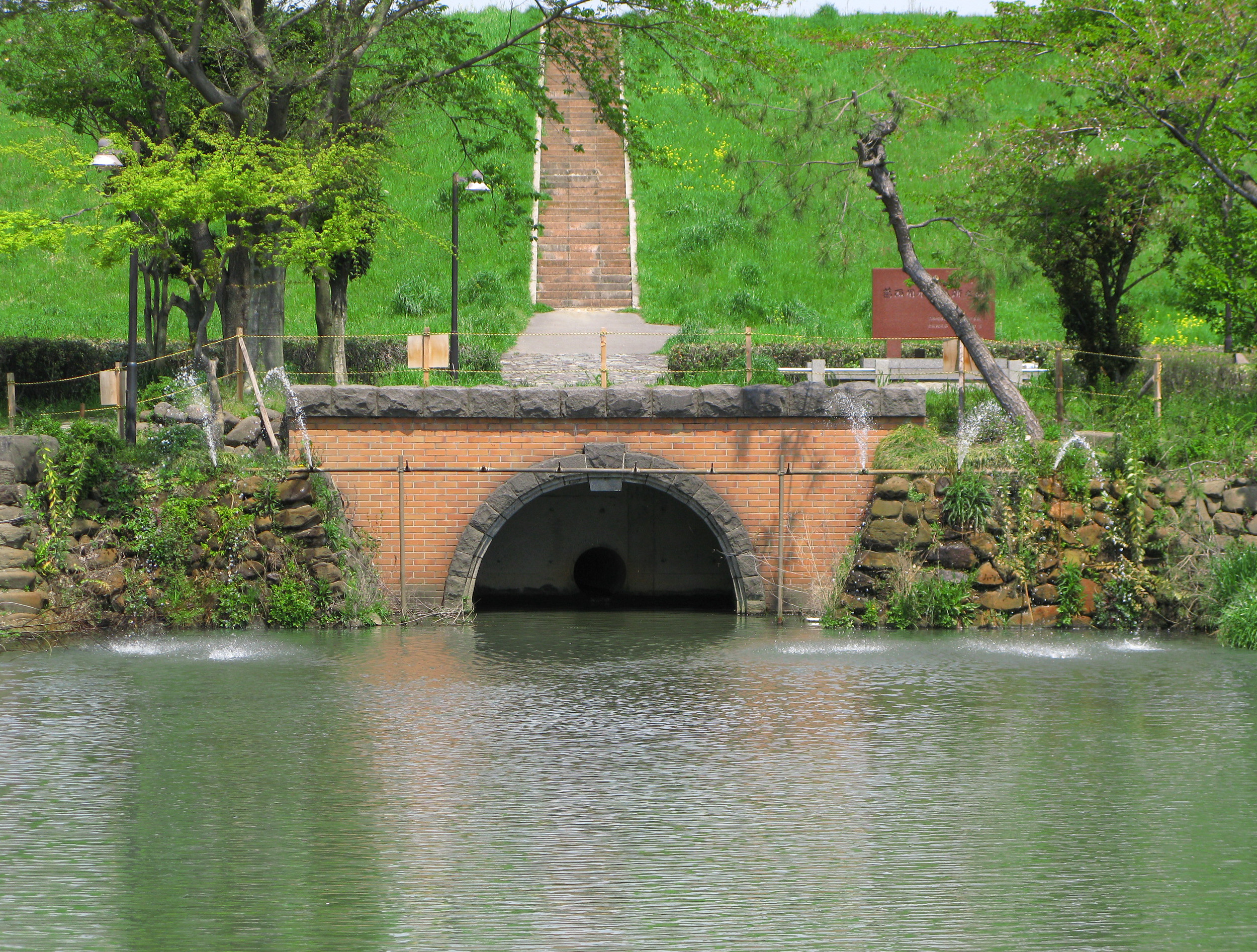
葛西親水公園の元圦跡

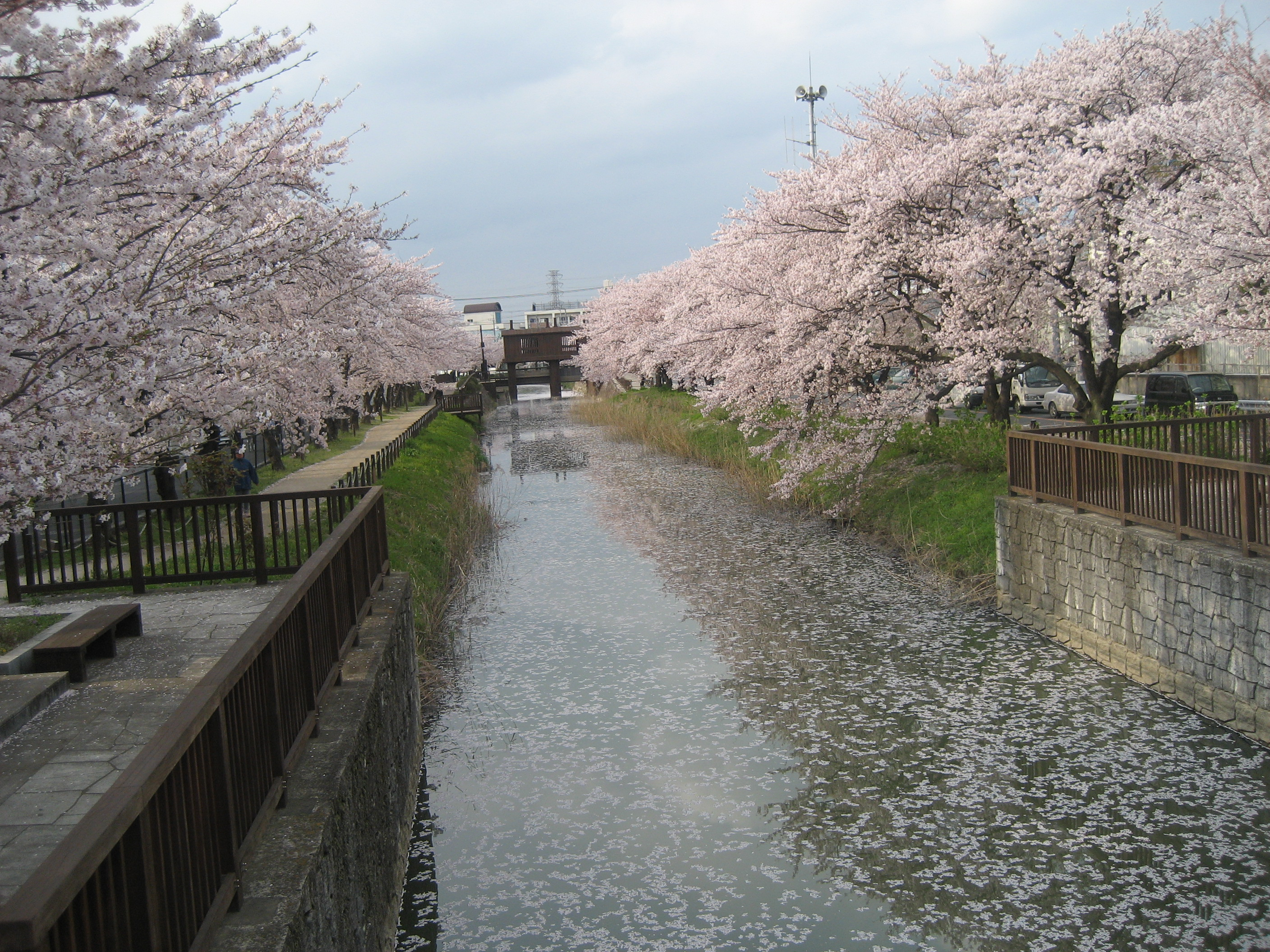
埼玉県草加市内

葛西用水路（かさいようすいろ）は、埼玉県東部および東京都東部を流れる灌漑用水路である。
東京都墨田区内の区間は、本所上水（亀有上水）・曳舟川（ひきふねがわ）と呼ばれていた（現在は暗渠化されている）。
埼玉・東京の見沼代用水、愛知県の明治用水とならび、日本三大農業用水と称されている。疏水百選にも選定されている。

## 概要
江戸時代初頭の1660年（万治3年）に江戸幕府が天領開発の一環として、関東郡代の伊奈忠克に開発させた灌漑用水路である。
利根川から引いた水で埼玉県東部を潤す農業用水として、その後も新田開発が行われるたびに延長や取水口の遷移を行い、最終的に一貫した用水路として完成するのは1760年代であった。
当初は利根川右岸から直接取水していたが、1968年の利根大堰の完成に伴い埼玉用水路から分水する形態となった。旧取水口は葛西親水公園として整備保存されている。
現在、葛西用水路土地改良区が用水路を管理している。ただし大落古利根川との河道共用区間の一部は管理外である（久喜市と北葛飾郡杉戸町の境界の葛西橋付近から春日部市の古利根公園橋付近まで）。

## 歴史
1590年（天正18年）に江戸に入府した徳川家康により利根川東遷事業が進められ、利根川や荒川の河川改修（「瀬替え」流路の変更）が行われた。東遷事業により現在の埼玉県東部・東京都東部では新田開発が進み、利根川の旧流路を一部活用するなどして葛西用水が整備された。
伊奈忠克をはじめとする伊奈一族の河川改修技術は、洪水は自然堤防や不連続堤防で防ぎ、大洪水は遊水地などに滞留させ洪水に含まれる肥沃な土を活用するものだった。治水と新田開発を両立させたこの技術は「関東流」と呼ばれ、天正年間から元禄年間でこの地域の石高を約200%成長させた。
- 1660年（万治3年）：江戸幕府の天領開発政策の一環として、関東郡代伊奈忠克が本川俣（現・埼玉県羽生市）を取水口とする幸手領用水を開削する。
- 1719年（享保4年）：関東郡代伊奈忠逵が上川俣（現・羽生市）に葛西用水元圦（もといり：取水口のこと）を設け、日向堀を通して利根川の水を引き、羽生領南方用水（幸手領用水）を開発する（葛西用水体系の完成）。
- 1728年（享保13年）：葛飾郡金杉村（現・北葛飾郡松伏町）-同郡深井新田（吉川市）間、および樋之口村・小向村（どちらも現・三郷市）の開削工事が始まる。同年、庄内古川、葛飾郡加藤村（吉川市）まで延長され、江戸川に排水される。
- 1841年（天保12年）：葛西用水の水量を増加させるため、埼玉郡川口村（現・加須市）に堰を設ける。
- 1940年（昭和15年）：葛西用水路改修工事に着工。
- 1941年（昭和16年）11月14日：埼玉県通常議会にて、葛西用水路改良費継続年期を1947年（昭和22年）まで1年延長する案が可決される。
- 1952年（昭和27年）1月1日：葛西用水路土地改良区が発足。
- 1968年（昭和43年）8月1日：利根大堰が完成。元圦は廃止され、埼玉用水路からの分水に変更となる。
- 2002年（平成14年）：「足立区水と緑の公社」が、東京都足立区内の流域約420m2に水質改善のための水生植物の植栽事業を開始。

## 地理

### 埼玉県内

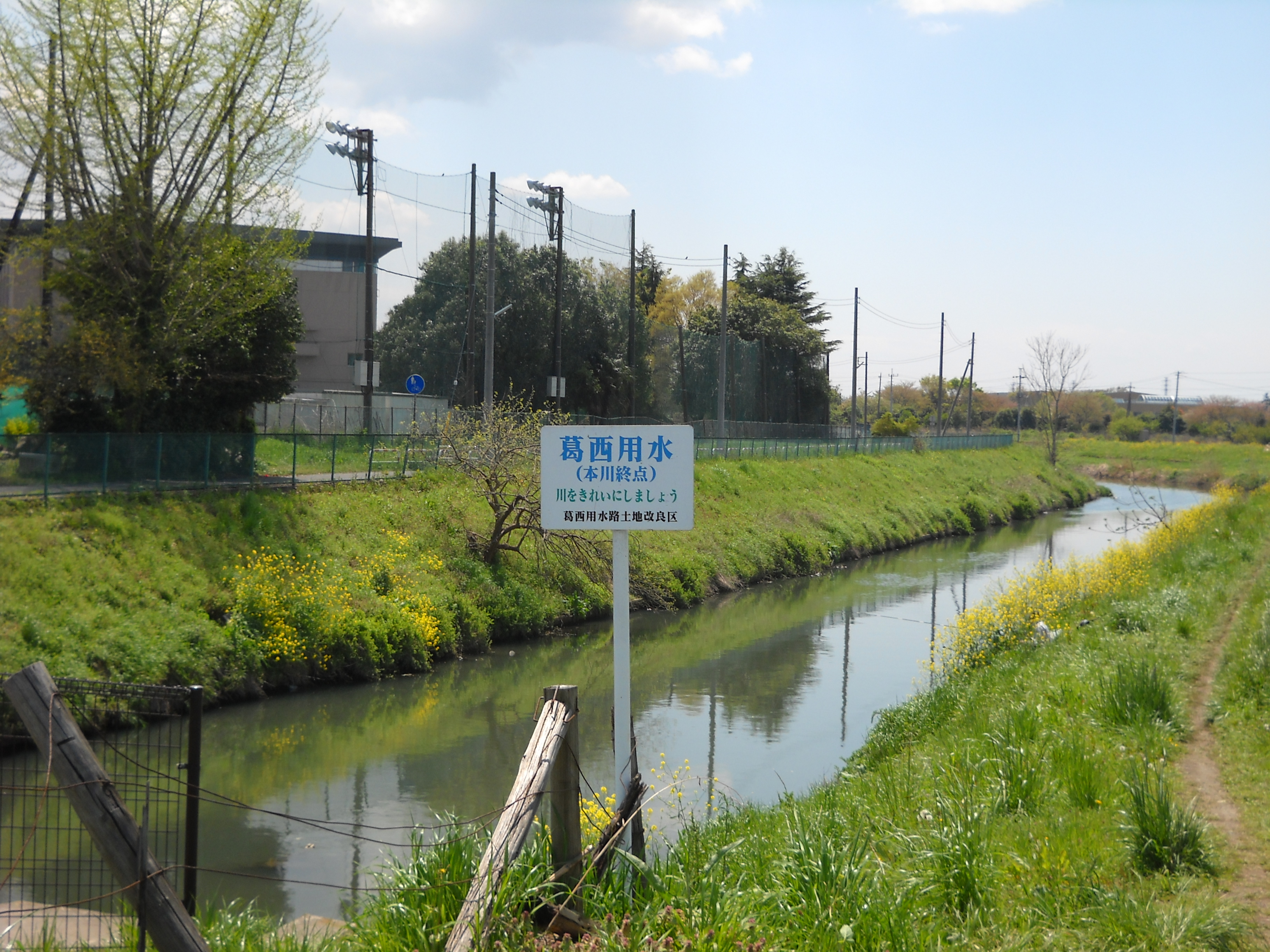
埼玉県久喜市・大落古利根川より上流区間の「終点」（下流方面を望む）

埼玉県で約6000haの農地を灌漑している。
行田市の利根大堰（座標）で取水された後、埼玉用水路を経て羽生市で葛西用水路本川に分水される。羽生市にある宮田落伏越（座標）で中川の源流である宮田落と交差し、加須市北大桑で会の川（利根川の旧流路の名残の河川）と合流する。加須市川口にて北側用水路を分水し、約200m下流の川口樋前橋から久喜市青毛の玉屋橋までの両岸には遊歩道「コスモスふれあいロード」が約6kmに亘って整備され、市民によりポピーやコスモスが植えられている。このあたりの流路は利根川の旧流路（古利根川）を改修したものであり、流域周辺には河畔砂丘が久喜市西大輪地区（鷲宮砂丘：旧鷲宮町）や青毛地区（旧久喜市）、幸手市下川崎地区、北葛飾郡杉戸町下野地区（高野砂丘）などに大河だったころの名残として現存している。琵琶溜井にて南側用水路・中郷用水路を分水する。なお、1998年（平成10年）ごろまでに、当川起点から青毛堀川の合流地点手前までのコンクリート護岸がほぼ完了している。これに伴い、合流地点付近の左岸に存在した三日月湖はほぼ消滅した。青毛堀川の合流地点（正確には青毛堀川の合流地点より上流側200mほどの葛西橋付近）（座標）からは大落古利根川と河道を共用する。
越谷市大吉（座標）で大落古利根川より逆川として分流し、新方川と元荒川を伏越で潜り、同市相模町の瓦曽根溜井でさらに八条用水・谷古田用水を分け、多数の分支流と合流しながら埼玉県・東京都境の垳川を横断（座標）して八潮市垳から東京都足立区へと入る。

### 東京都内

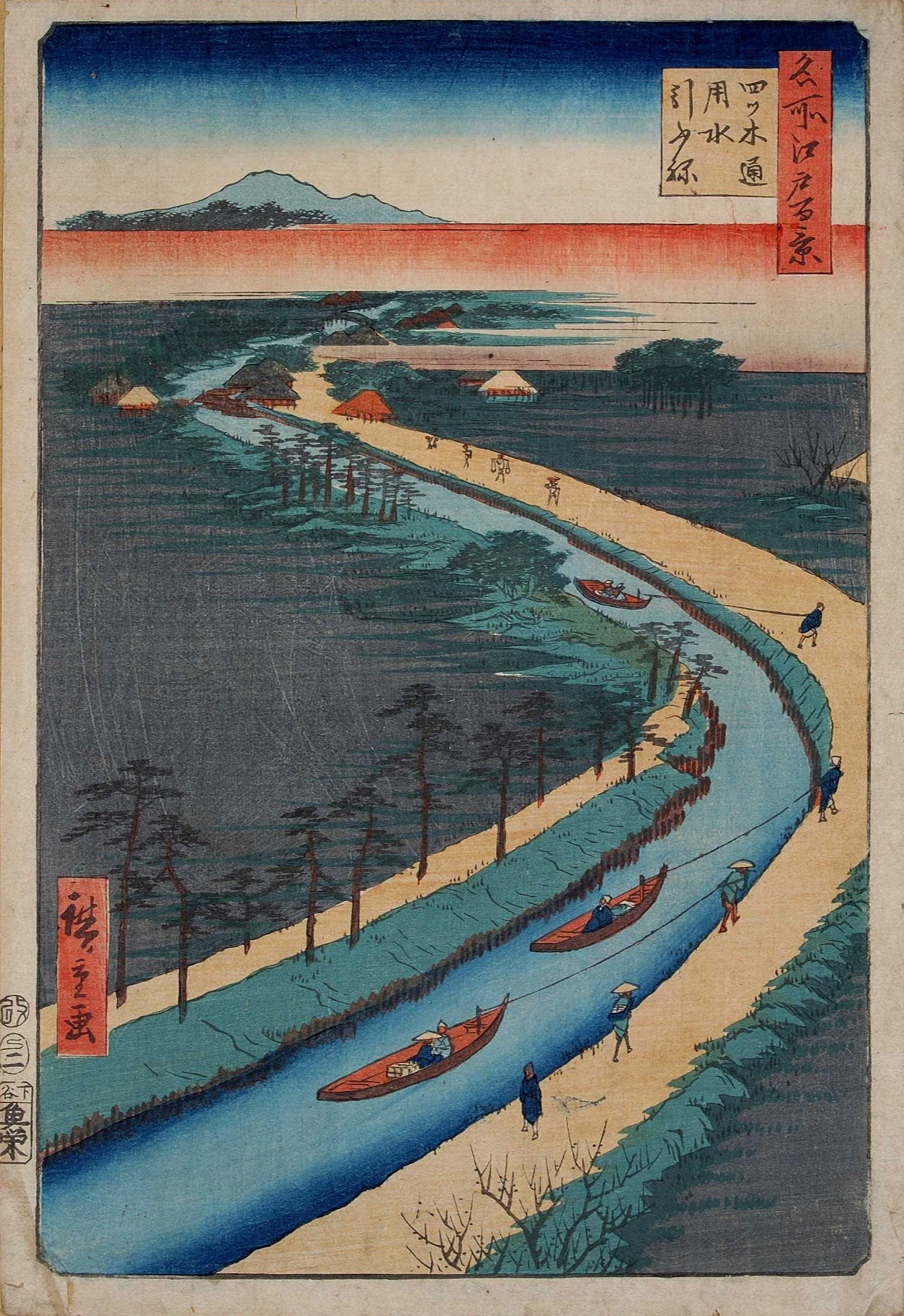
江戸時代の曳舟川（葛飾区内）の様子。『名所江戸百景』より。

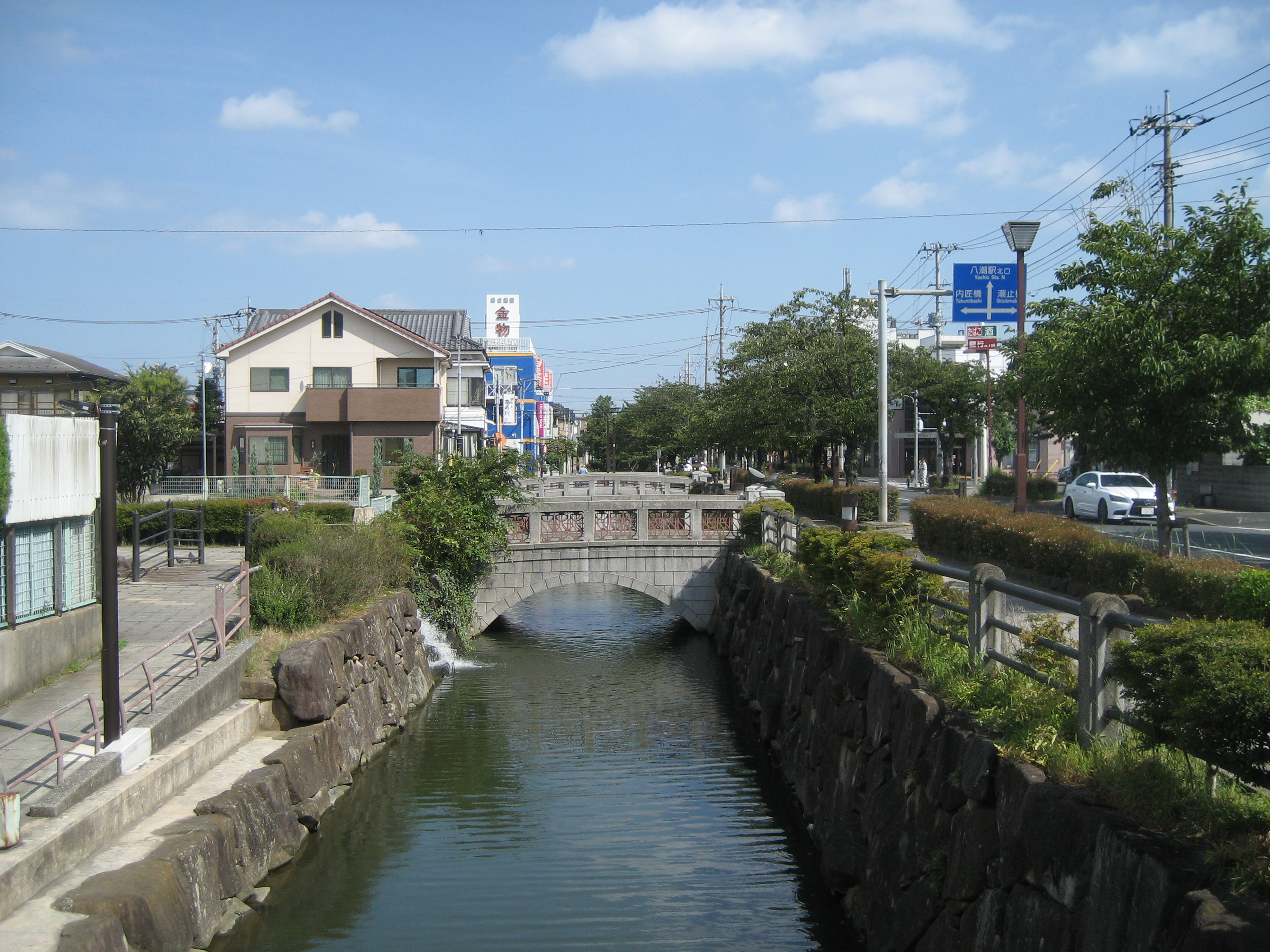
東京都足立区六木付近

足立区からは葛西親水緑道として整備され、ここから下流は農業用水としての性格を失う。1990年（平成2年）頃から足立区側で遊歩道の整備を行った。六木で中川と綾瀬川を結ぶ花畑運河を横断し、さらに足立区東部を南へ縦貫する。
用水路沿いは、石畳の遊歩道や休憩用のベンチが設けられ、大谷田地区からは用水上に木製の浮き橋が30m-50mの長さに渡って架けられている（2008年、老朽化に伴い補修工事を検討していたが、費用的な問題で現在は撤去されている）。東京都道318号環状七号線（環七通り）大谷田陸橋の北側40m付近でいったん地下に潜り、陸橋南側付近から再び地上に現れ、親水緑道として南下する。
東和4丁目の東和親水公園には、アーチ型の道路橋を挟んだ葛西用水路から引き込んだ水を溜めた池があり、石の上で日向ぼっこをするカメの姿が見られる。ただし、カメはすべて遺棄されたミシシッピアカミミガメである。
東和2丁目の商店街「アモール東和」の付近には、幼児用の水深の浅いプールと巨大水車があり、そこから用水路は地下の暗渠へ潜る。かつては用水路はそのまま真っ直ぐ南下し、曳舟川として京成本線お花茶屋駅付近まで続き、葛飾区四つ木で綾瀬川と合流していた。しかし、現在では曳舟川としての部分は埋め立てられ、曳舟川親水公園として循環水が流されている（夜間は循環停止、また冬季は止水）。もともとの用水路はアモール東和商店街付近で西へ折れ、古隅田川に流れ込んでいる。

## 流域自治体
- 埼玉県
  - （行田市）※埼玉用水として
  - 羽生市
  - 加須市
  - 久喜市
  - 幸手市
  - 北葛飾郡杉戸町
  - 春日部市
  - 北葛飾郡松伏町
  - 越谷市
  - 吉川市
  - 草加市
  - 三郷市
  - 八潮市
- 東京都
  - 足立区
  - 葛飾区

## 分水路・交差水路など
| 分水 - 会の川（加須市内「川口橋」南方付近にて中川へ放水） - 北側用排水路（加須市内「川口樋前橋」北方付近） - 中郷用水路（久喜市・幸手市境界「琵琶溜井」） - 南側用水路（久喜市・幸手市境界「琵琶溜井」） - 谷古田用水（越谷市内「吉田橋」南方付近「瓦曽根溜井」） - 八条用水（越谷市「瓦曽根溜井」） 合流 - 会の川（加須市内「新篠合橋」北西付近） | 交差水路・河川 - 城沼落排水路（羽生市内「学校橋」付近） - 宮田落排水路・中川起点（羽生市内「宮田橋」付近） - 岩瀬落排水路・操舟落排水路（羽生市内「南大橋」北側付近） - 六ヶ村手子堀排水路・手子堀（加須市内「串作橋」北側付近） - 午ノ堀川（加須市内「中通上橋」北側付近） - 岡古井落（加須市内「学校橋」北方付近） - 垳川（埼玉県八潮市・東京都足立区境界） |

## 橋梁
埼玉県
上流から
- 稲田橋 - 旧流路
- 葛西水路橋（埼玉用水路の掛樋） - 旧流路
- 小竜橋
- 中の橋
- 下の橋
- 中橋
- 北大橋（埼玉県道60号羽生外野栗橋線）
- 大天白橋
- ふじ見橋
- 学校橋
- 城橋
- あずま橋
- さくら橋
- 旭橋
- 宮田橋
- 南大橋（埼玉県道84号羽生栗橋線）
- 長浜橋
- 神明橋
- 新田橋
- 陣屋橋
- 馬店橋
- 野呂橋
- 甚平橋
- 永井橋

（加須市より下流）
- 串作橋
- 岩瀬橋（埼玉県道366号三田ヶ谷礼羽線）
- 昭和橋
- 道通橋
- 不動岡橋
- 入谷橋
- 正蓮橋
- 中通上橋
- 中通下橋
- 新七釜戸橋
- 七釜戸橋（埼玉県道46号加須北川辺線）
- 学校橋
- 新造橋
- 北手沼橋
- 藤搦橋
- 真名板橋
- 東北自動車道
- 橋場橋
- 医王寺橋
- 篠合橋
- 新篠合橋（国道125号）
- 川面橋（埼玉県道346号砂原北大桑線）
- 鷹橋
- 平成新橋
- 川口橋
- 川口樋前橋

（久喜市より下流）
- 新橋
- 金山橋
- 新古川橋（埼玉県道152号加須幸手線）
- 古川橋
- 霞ヶ関橋
- 上古川橋（埼玉県道12号川越栗橋線）
- 柳橋
- 古川橋（東鷲宮西停車場線延伸道路）-「こがわばし」と読む[4]。

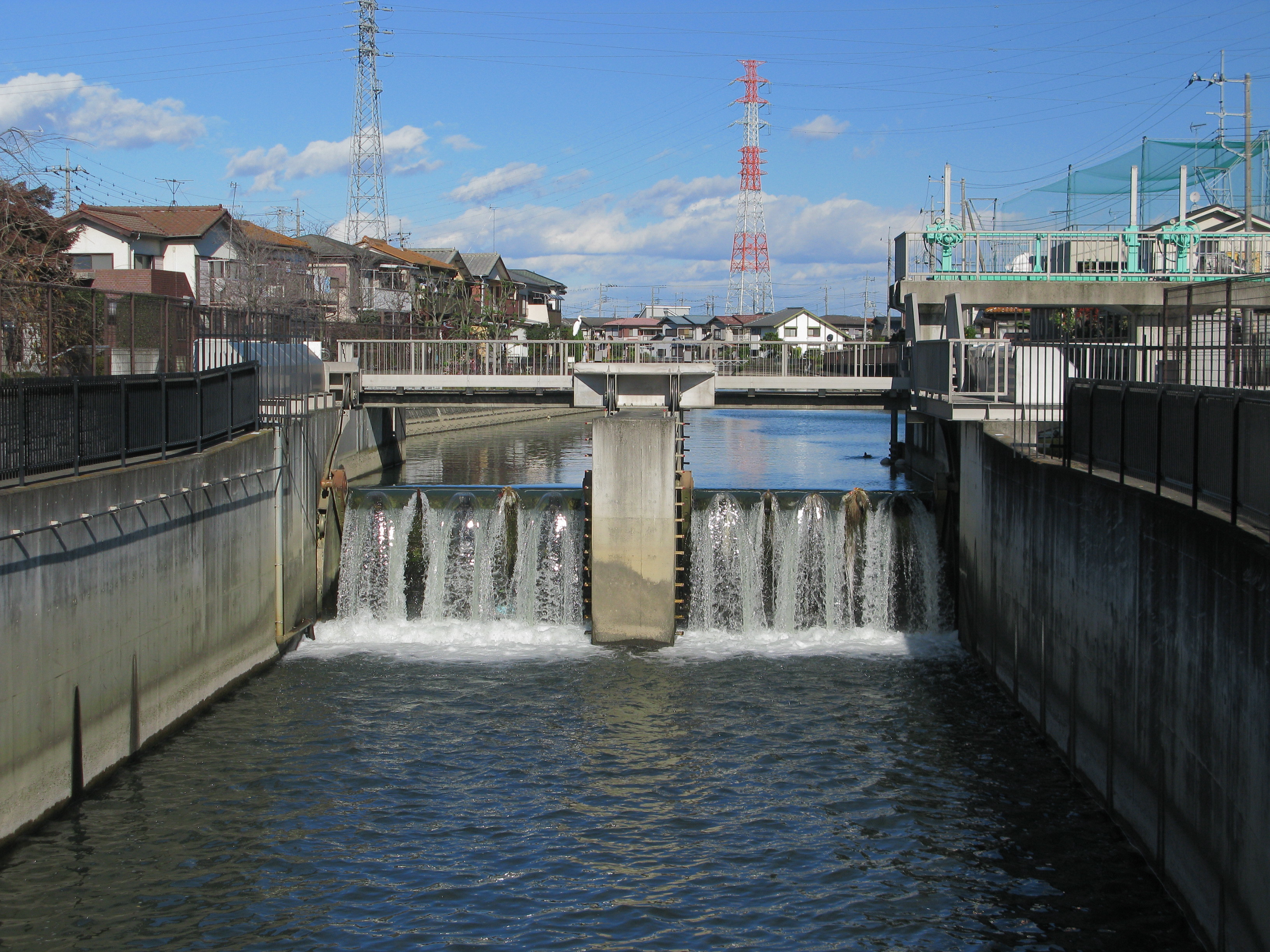
琵琶溜井分水工（栄水橋付近）

- 上河原橋
- 下新井橋（埼玉県道3号さいたま栗橋線）
- 河原橋
- 葛西橋
- 葛西用水橋りょう（東北本線）
- 外野橋
- 外野新堀橋
- 東北新幹線
- 薬王院橋
- 常楽寺橋
- 玉屋橋
- 大日橋
- 平成橋
- 幸橋（埼玉県道153号幸手久喜線）
- 弁天橋

- 栄水橋
- 葛西橋

- 葛西橋より下流、和戸橋から堂面橋までは大落古利根川の項参照 -
- 越谷市大吉で大落古利根川より逆川として分流 -
- 堂面橋より下流、新方橋から平和橋までは逆川 (越谷市)の項参照 -
- 越谷市西方二丁目で逆川より分流 -
- ○○橋（埼玉県道115号越谷八潮線）
- 相西橋
- 流橋（埼玉県道・千葉県道52号越谷流山線）
- 流通団地橋
- 流通橋
- 葛西橋りょう（JR武蔵野線）
- 川柳橋
- 登戸橋
- 吉田橋
- 伊原橋
- 本田橋
- 天神橋（埼玉県道380号柿木町蒲生線）
- 一木橋
- 笹塚橋

（草加市より下流）
- 青北橋
- 青上橋
- 上中央橋
- 久伊豆橋
- 中央橋
- 東京外環自動車道
- ○○橋（国道298号）
- 与茂木橋
- 青柳橋
- 青柳新橋（埼玉県道・千葉県道29号草加流山線）
- 緑橋
- 新橋
- 桜橋

（八潮市より下流）
- 伊草新橋
- 伊草天神橋（埼玉県道327号草加八潮三郷線）
- 伊草橋
- 新川西歩道橋
- 小松橋
- 小作田橋
- 上小橋
- 馬場新橋（埼玉県道54号松戸草加線）
- 観音寺橋
- 八幡橋（埼玉県道54号松戸草加線旧道）
- 中馬場橋
- 新境橋
- 境橋（埼玉県道102号平方東京線）

- 大原橋
- 首都高速6号三郷線
- 葛西橋（埼玉県道116号八潮三郷線）
- 新葛西橋
- つくばエクスプレス線
- 垳新橋

東京都
（足立区より下流）
- 上之橋
- 上耕地橋
- 根郷橋
- 新中乃橋
- 新広橋
- 新六木橋
- 境橋
- 亀橋
- 鶴橋
- 下乃橋
- おとめ橋
- 東淵江橋
- 貝瀬橋
- ねむの木橋
- 上乃橋
- ハーモニカ橋
- 堤田橋
- かっぱ橋
- 淵江橋

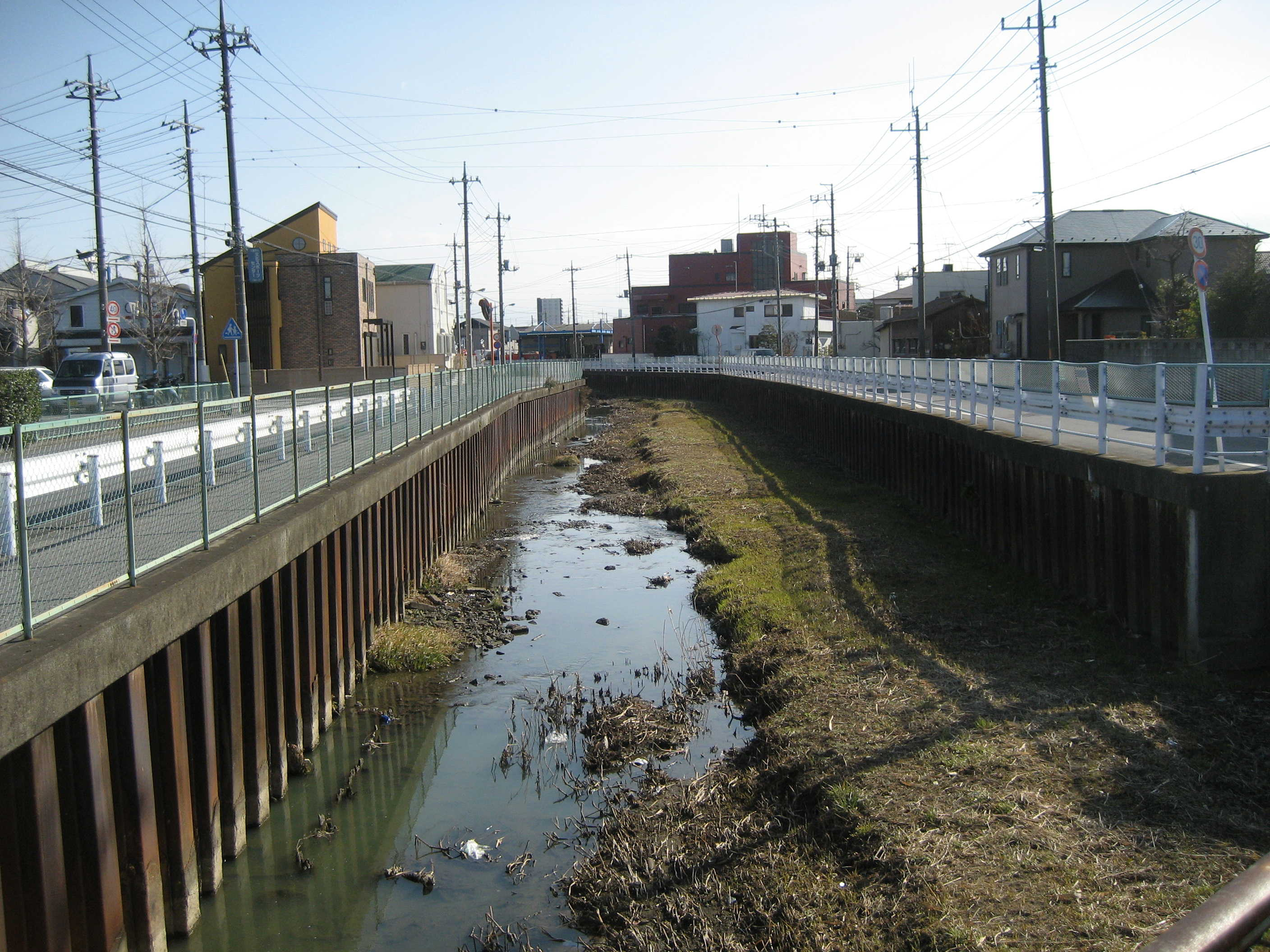
埼玉県八潮市八潮6丁目付近

- 大谷田橋（東京都道318号環状七号線・東京都道307号王子金町江戸川線）
- 常磐線
- 京成本線